# Si on chantait
Pour les articles homonymes, voir Si on chantait (homonymie).
Cet article concerne l'album compilation. Pour la chanson, voir Si on chantait (chanson).
Albums de Julien Clerc
Julien
(1997) Si j'étais elle
(2000)
Si on chantait est un album compilation de Julien Clerc, sorti en 1998.

## Titres de la compilation
1. La Cavalerie
2. Ivanovitch
3. La Californie
4. Ce n'est rien
5. Si on chantait
6. Niagara
7. Ça commence comme un rêve d'enfant
8. This Melody
9. Terre de France
10. Macumba
11. Ma préférence
12. Jaloux de tout
13. L'Assassin assassiné
14. Quand je joue
15. Femmes, je vous aime
16. Mélissa
17. Fais-moi une place
18. Utile
19. La belle est arrivée
20. Assez-Assez (version alternative)